# Шлюттер, Андреас
Андреас Шлюттер (нем. Andreas Schlütter, 17 августа 1972, Зуль) — немецкий лыжник, выступающий за сборную Германии с 1994 года. Участвовал в трёх зимних Олимпийских играх, в 2002 году в Солт-Лейк-Сити выиграл бронзу, в 2006 году в Турине удостоился серебра (обе медали за эстафету). Лучший результат в индивидуальных соревнованиях показал на Олимпиаде 2002 года, финишировав четвёртым в гонке на 50 км.
Шлюттер является обладателем трёх медалей Чемпионатов мира, из них две серебряные и одна бронзовая. Лучший результат в индивидуальных соревнованиях на мировых первенствах показал в 2003 году, финишировав в гонке на 15 и 30 км пятым. Дважды становился призёром этапов Кубка мира, оба раза приехав третьим (2002, 2006).